# Borsving
Et borsving er formet som en krumtap med en brystplade i den ene ende og en borholder i den anden. Borsvinget kaldes også boresving, borestilling, drejebor, druebor, omslag, omslagsbor, skraldebor, skraldeborsving, spigerborskaft, svingbor, vimmel, vimmelbor og vimmelskaft.
Krumtappen har været kendt i Kina i omtrent 2000 år, mens vimmelskaftet først dukkede op i Europa engang i middelalderen. Det er at finde på gamle stik fra den tid, og er fundet under udgravning af borgen Halkær i Nørrejylland. Dateringen er ikke endeligt fastlagt – bortset fra at det er middelalderligt og ikke tidligere end slutningen af 1200-årene.
De første borsving blev muligvis fremstillet af naturgroede krøger. Men ret hurtigt fandt man ud af selv at forme dem i træ og forsyne dem med brystplade med hul, passende til en tap i svingets øverste ende. Det er et sådant der er fundet i Halkær.
Hvornår borsvinget blev forsynet med en fastsiddende knap, den såkaldte drue, i stedet for den løse brystplade, er endnu uvist, men nøjere undersøgelser i danske og udenlandske museer kan måske afsløre det.

## Borsving hos træsmede
Det var i det mindste sådan blandt træsmede, at de længe fremstillede deres egne borsving – naturligvis i træ – men landsbysmeden kom hurtigt efter det og fremstillede borsving helt af jern, ikke kun til eget brug, også til andre, der havde brug for et solidt stykke værktøj. Det ældste danske eksemplar, forfatteren kender, er gengivet på en "opmåling", en tegning udført på Orlogsværftet ca. 1811. Hovedet har "lanterneform", dvs. at den svagt krummede brystplade sidder på tre pinde.
Borholderens udformning er meget forskellig – en egentlig "patron" kan man næppe tale om før de moderne sving kommer på markedet – oftest består det vel af et rundt konisk hul, passende til er konisk tap på borskaftet, anglen. Det er således friktionen der fastholder boret, der i øvrigt er hurtigt udskiftet, blot ved at banke enden af tappen en gang mod høvlebænken.
Salaman nævner at de tidligste borsving afbildes sammen med små bor, og at de formentlig kun er blevet anvendt til forboring for større navere.

## Tidligere tiders borsving
Tidligere tiders hjemmegjorte vimmelskafter kunne være særdeles kunstfærdigt udført. Der er som om træsmeden har lagt megen flid i at vise sin formåen, noget der i øvrigt er tilfældet med meget håndlavet værktøj.
Det moderne borsving blev patenteret i USA 1864 af Barber; det består af en krumtapformet jernbøjle, som på midten er forsynet med et drejeligt håndgreb, gerne udformet i træ, for neden med en patron og for oven med en drue, der sidder i et kugleleje.
Patronen er forsynet med 2-4 (alligator)kæber der klemmer om borets kolbe (angel) når patronen spændes. Endvidere er de fleste udstyret med en skralde (patenteret ca. 1865!).
Det var dog det mere strømlinjede borsving, Barber fik patent på. Førhen havde man – i det mindste her i landet – haft omslag helt i jern, bl.a. brugt på Orlogsværftet. Den præcise funktion kendes dog ikke, men de "naure" (Navere) man brugte kunne meget nemt skiftes.